# FC Heilig Kerst
FC Heilig Kerst was een Belgische voetbalclub uit Gent. De club sloot in 1975 aan bij de KBVB met stamnummer 8347.
In 1977 werd de club bij de KBVB geschrapt.

## Geschiedenis
FC Heilig Kerst, naar de gelijknamige parochie in het noorden van de stad met de Heilige Kerstkerk, werd op 31 maart 1974 opgericht en sloot in augustus 1975 aan bij de KBVB.
De club speelde zijn wedstrijden aan de Zuiderlaan, aan de Gentse Watersportbaan in het zuid-westen van de stad.
FC Heilig Kerst was een bijzonder bescheiden club en nam slechts twee seizoenen deel aan de competitie in Vierde Provinciale.
Men werd twee maal laatste en er werd in die twee seizoenen geen enkele wedstrijd gewonnen.
In 1975-1975 werd één punt gehaald en werden negen doelpunten gemaakt in 28 wedstrijden, terwijl men liefst 217 doelpunten moest slikken.
In 1976-1977 werd opnieuw slechts één punt gehaald.
In oktober 1977 werd de club door de KBVB van de bondslijsten geschrapt.